# Paul Hadol

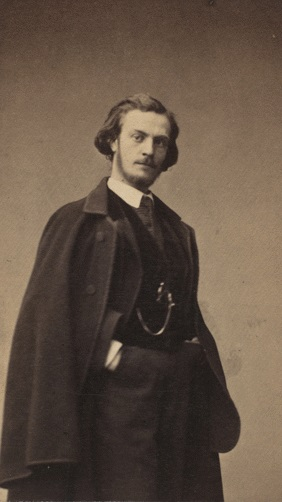
Paul Hadol, 1860er Jahre

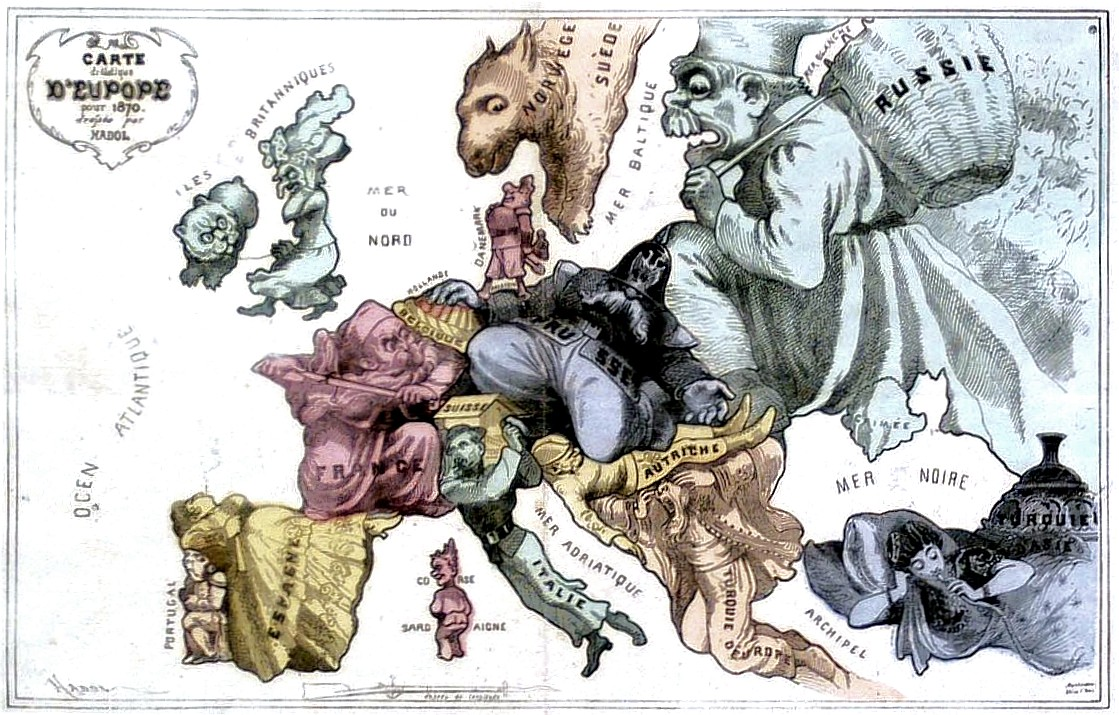
Paul Hadol, Europakarte von 1870

Paul Hadol (* 26. Februar 1835 in Remiremont; † 26. November 1875 in Paris) war ein französischer Karikaturist.
Paul Hadols wurde in eine vogesische Bürgerfamilie geboren. Sein Vater war Anwalt. Hadol arbeitete als Zollbeamter, bis er nach Paris ging, um das Leben der Bohème zu führen. 
Hadol arbeitete als Karikaturist für Zeitschriften wie Le Gaulois, Le Journal amusant, High Life, Le Charivari, Le Monde comique, La Vie Parisienne und L’Éclipse unter seinem richtigen Namen. Bei anderen Gelegenheiten benutzte er des Pseudonym „White“. Die Theater- und Kunstwelt war eine Hauptinspirationsquelle für sein satirisches Werk.
In der Zeit des Deutsch-Französischen Krieges veröffentlichte Hadol die Bilderserie La Ménagerie impériale (deutsch: Die kaiserliche Menagerie), in welcher er die Mitglieder der in Ungnade gefallenen Bonaparte-Familie in Tiergestalt karikierte; allen voran Napoleon III. und seine Frau Eugénie de Montijo. Er schuf auch eine Lustige Europakarte, die sowohl wegen der Originalität ihrer anthropomorphen Ausführung, als auch wegen ihres vorausschauenden Charakters in Bezug auf den Deutsch-Französischen Krieg berühmt wurde.
Hadol war auch ein gefragter Illustrator. Er illustrierte Kinderbücher, Romane und Varieté-Stücke.